# Forn de calç del camí d'en Girabau
El Forn de calç del camí d'en Girabau és un forn de calç de Matadepera (Vallès Occidental) que forma part de l'Inventari del Patrimoni Arquitectònic de Catalunya.

## Descripció
Forns destinats a la transformació de roca calcària en calç. Es tracta de dons forns adossats, excavats al marge. L'olla més antiga és la més exterior i quan es va deixar de fer servir es va construir l'olla interior, a la qual s'accedeix passat per la primera. Sobre la porta d'aquest segon forn hi ha dos forats, un davant de l'altre i més o menys del mateix diàmetre, on aniria col·locada un biga o tronc.

## Història
Aquests forns formen part d'un conjunt industrial juntament amb els forns de calç d'en Ton i del Corcola, i tots ells semblen estar relacionats amb la propietat de Can Solà del Racó. La cronologia dels forns és difícil d'establir, però probablement siguin de mitjans del segle xix coincidint amb una gran demanda de calç deguda al fort creixement de les ciutats veïnes de Sabadell i Terrassa gràcies a la industrialització. La presència d'una pedrera, una xarxa de camins i una barraca de vinya a les proximitats mostren una explotació lligada en els seus orígens al món rural.
L'any 2008, després de la signatura d'un conveni de col·laboració entre la Diputació de Barcelona i Caixa Catalunya, es va redactar el projecte "Posada en valor d'elements de patrimoni rural a la costa del Tet i Mont-Rodó", el qual s'articula entorn a la recuperació del patrimoni rural construït, especialment els forns de calç, murs i construccions de pedra seca. El fet que aquest forn estigués inclòs en el Pla Especial de Protecció del Patrimoni Arquitectònic i Arqueològic de Matadepera va motivar la intervenció arqueològica de l'any 2009, tot i que els Forns del Camí d'en Girabau només es van netejar.